# Gata Cattana
Ana Isabel García, més coneguda pels noms artístics de Gata Cattana i Ana Sforza (Adamuz, Còrdova, 11 de maig de 1991 - Madrid, 2 de març de 2017) fou una artista, rapera, poeta feminista i politòloga espanyola.
Amb la seva música va aconseguir combinar diverses temàtiques i estils, de manera que va confluir en un rap únic carregat de poesia i missatges reivindicatius de tall feminista i polític, unit sempre a ritmes flamencs que al seu torn aconseguia fusionar amb un so més electrònic. Una altra de les seves temàtiques recurrents és la cultura de la seva regió, Andalusia, i motius històrics, així com mitològics. La diversitat dels seus temes va abastar fins a l'existencialisme, d'igual forma tota la seva obra està marcada per una cerca o desig de transcendir a la història per mitjà de la creació artística.
El nom artístic 'Gata Cattana' sorgeix com una projecció dels desitjos de l'autora per convertir a la nena que era en la dona actual, en la qual escriu i actua, no obstant això, el personatge, en paraules de l'autora, l'ha posseït. Al final, Ana, passa a convertir-se en el que escrivia, en la projecció del que pensava. Mentre que a si mateixa es defineix com una noia normal, d'un poble recòndit i bolcada en la poesia, sensible i compromesa, més filosòfica i profunda que el personatge de Gata Cattana, que és la combativa i que domina, venint a reiterar l'anterior. Cattana originalment era un grup de la seva època a Granada amb una de les seves millors amigues, anomenada Anabel, i és una unió entre Gata i Ana. Després de la dissolució del grup, a causa del seu abandó de la música, Gata va decidir adoptar Cattana com a cognom en honor d'aquest grup.
Des que era ben jove, mostrava interés per la literatura i la música, així doncs, va començar a experimentar amb l’escriptura i el rap. L’inici de la seva carrera professional com a rapera va començar en l’àmbit underground de Màlaga, i el seu estil poètic i les seves lletres profundes van cridar l’atenció a molta gent, com també van augmentar el seu número de seguidors. Amb el temps ja se la coneixia com a una figura destacada dins el panorama del hip-hop a Espanya. Va produir diversos àlbums i mixtapes, que van ser reconeguts positivament per la crítica i el públic, col·laborant també amb altres artistes de la indústria musical.
Gata Cattana va perdre la vida el 2 de març de 2017, a l’edat dels 25 anys, a causa d'un atac de cor. Va deixar un buit en la indústria musical i en la societat espanyola, però el seu llegat perdura com a inspiració per futures generacions d’artistes i activistes.
Gènere musical
- Rap: és reconeguda principalment per la seva contribució al gènere musical del rap, especialment dins de l’escena del rap espanyol. El rap es basa en l’ús de la paraula parlada com a vehicle principal per transmetre missatges, emocions i narratives, i era la seva eina principal d’expressió.[7][9]
- Lletres profundes i compromeses: una de les principals característiques de Gata Cattana és la profunditat i complexitat de les seves lletres. Reconeguda per abordar temes socials, polítics i personals en les seves cançons. Sovint reflectien la seva pròpia experiència personal i la seva visió crítica de la societat.[7][9]
- Estil líric i poètic: utilitzava metàfores, al·lusions literàries i jocs de paraules per enriquir les seves lletres i transmetre significats més profunds.[7][9]
- Influències musicals diverses: a part del rap, la seva música podria incloure elements de jazz, soul, rock i altres gèneres, creant una fusió única i original de sons i estils.[7][9]
- Expressió emocional i autenticitat: les seves lletres sovint reflectien els seus propis sentiments, experiències i lluites personals, connectant amb els seus seguidors d’una manera profundament emotiva i genuïna.[7][9]

Reconeixement Social
| «                | Inteligente y sensible, su trabajo estaba cambiando muchas cosas | » |
| — Mala Rodríguez |                                                                  |   |

Gata Cattana va ser àmpliament reconeguda i admirada en la societat espanyola i en la comunitat del hip-hop pel seu talent artístic, el seu compromís social i la seva influència en la joventut. El seu llegat perdura com a inspiració per a aquells que busquen un canvi positiu en el món. La repercussió de la seva obra s'estén als sectors següents:
- Comunitat del hip-hop: Gata Cattana era àmpliament admirada dins de la comunitat del hip-hop a Espanya i més enllà. Era reconeguda per la seva habilitat lírica, el seu estil poètic i el seu compromís amb temes socials i polítics en les seves lletres. Molts artistes i fanàtics la consideraven una figura icònica i una veu poderosa en el rap espanyol.[10][11]
- Impacte en el jovent: La seva música ressonava especialment entre la joventut espanyola, que trobava en les seves lletres un reflex de les seves pròpies experiències i lluites. Gata Cattana abordava temes com la desigualtat, el feminisme, la justícia social i la lluita contra l'opressió, la qual cosa la va convertir en un símbol d'apoderament i resistència per a molts joves.[12][13]
- Reconeixement de la crítica: Al llarg de la seva carrera, Gata Cattana va rebre elogis de la crítica musical i cultural pel seu talent artístic i el seu compromís amb temes socials importants. Els seus àlbums i actuacions en viu van ser aclamats per la seva profunditat lírica i el seu impacte emocional.[14][15]
- Homenatges i reconeixements pòstums: Després de la seva defunció en 2017, Gata Cattana va rebre nombrosos homenatges i reconeixements pòstums per la seva contribució a la música i el seu compromís amb la justícia social. Es van organitzar concerts commemoratius, es van crear murals en el seu honor i es van dur a terme esdeveniments dedicats a preservar el seu llegat i recordar el seu impacte en la comunitat.[16][17]

Postura activista
El seu activisme estava caracteritzat per una contundent postura feminista que es manifestava principalment a través de la seva obra musical. Les seves lletres estaven dotades d'una profunda consciència sobre les qüestions de gènere que desafiava les expectatives socials envers les dones. Alguns dels trets que caracteritzen la seva obra són:
- Desafiament dels estereotips de gènere: La Gata sovint realitza una crítica als estereotips de gènere en les seves lletres en les quals promou l'empoderament de la dona, allunyant-se dels rols tradicionals de gènere.[18]
- Denúncia de la violència de gènere: En els seus escrits explicitava de forma molt clara el seu rebuig enfront de les actituds masclistes, posant de manifest la importància de posar fi a les formes d'opressió de gènere.[19]
- Visibilització de les experiències de les dones treballadores: En la seva música, Gata Cattana va explorar les experiències de les dones des d'una perspectiva crítica, valorant les lluites i les victòries de les dones enfront de l'opressió i discriminació que experimenten en el sistema capitalista.[20]

Així doncs, la postura de la Gata Cattana es manifestava tant en la seva música com en la seva capacitat per desafiar el gènere i l'opressió que aquest pateix, donant veu a la qüestió de gènere, enfrontant l'opressió que el sistema exerceix sobre aquest i promovent la igualtat entre les persones de tots els gèneres.
| «                                    | ... no es una cuestión de mujeres contra hombres. El machismo también perjudica a los hombres en tanto que de igual modo les dicta unos roles y les obliga a cumplir unas expectativas impuestas. | » |
| — No vine a ser carne - Gata Cattana | |   |

| «                                    | … dejen de hacerle juego al discurso dominante y dejen de señalar y criminalizar, que parecen ustedes el ABC. No se pongan a la defensiva. No hablen de hembrismo, hablen de feminismo. Pero hablen de FEMINISMO con conocimiento de causa, con libros, con citas y con nombres. | » |
| — No vine a ser carne - Gata Cattana | |   |

## Influències
Gata Cattana, com a artista, va ser influenciada per diverses corrents musicals, literàries i socials. Les seves influències van contribuir a modelar el seu estil únic i profund, i van inspirar la seva música i les seves lletres.
- Hip-hop i rap: És evident que una de les principals influències en la música de Gata Cattana va ser el propi gènere del hip-hop i el rap. Va incorporar els elements característics d'aquest gènere, com ara el ritme, la rima i la cultura del hip-hop, en la seva pròpia música. Va treballar dins dels límits del rap per expressar-se i comunicar les seves idees.[7]
- Literatura i poesia: Gata Cattana era una àvida lectora i estava influenciada per la literatura i la poesia. Va incorporar elements poètics a les seves lletres, utilitzant metàfores, al·lusions i jocs de paraules per enriquir el seu missatge i crear una dimensió lírica a la seva música. Es poden trobar referències literàries en les seves lletres, que mostren la seva apreciació per les arts literàries.[21]
- Música jazz, soul i altres gèneres: Malgrat ser part de la escena del rap, Gata Cattana va estar influenciada per una àmplia gamma de gèneres musicals, com ara el jazz, el soul i altres gèneres. Aquesta diversitat musical es reflecteix en la seva música, que pot incorporar elements de diferents estils musicals per crear una fusió original i innovadora de sons.[22]
- Experiència personal i observació social: Una altra influència important en la música de Gata Cattana va ser la seva pròpia experiència personal i la seva observació de la societat. Les seves lletres van ser moltes vegades un reflex de les seves pròpies lluites, emocions i pensaments, així com de les qüestions socials i polítics que observava al seu voltant. Aquesta autenticitat i sinceritat van ser part integral de la seva música.[7]
- Altres artistes i col·laboradors: Gata Cattana va ser influenciada per altres artistes i col·laboradors amb els quals va treballar al llarg de la seva carrera. La seva interacció amb altres músics i artistes va contribuir a enriquir el seu estil i aportar noves perspectives a la seva música.[22]

Les influències de Gata Cattana van ser diverses i van abastar una àmplia gamma de gèneres musicals, literatura, experiències personals i observacions socials. Aquestes influències van ser crucials per a la formació del seu estil artístic únic i la seva contribució a la música espanyola.

## Obra
Discografia
- Banzai (2017)
- Inéditos 2015 (2016)
- Anclas (2015)
- Los Siete contra Tebes (2012)

Llibres
- La escala de Mohs (2016): Aquesta és una obra de Gata Cattana que destaca com a únic poemari d'una artista polifacètica, reconeguda com a referent per diverses generacions. Aquest llibre aborda temes com la identitat, la crítica social, el feminisme, l'amor i altres qüestions rellevants.[23]
- No vine a ser carne (2020)

## El seu llegat
El llegat de Gata Cattana encara és objecte d’admiració i respecte entre els seus seguidors, la comunitat del hip-hop i els activistes socials.
- Innovació en el rap espanyol: Gata Cattana és reconeguda per la seva habilitat per a fusionar el rap amb la poesia i abordar temes socials i polítics a través de les seves lletres. El seu enfocament únic i el seu estil poètic van deixar una marca en l’escena del rap espanyol, influint en generacions posteriors d’artistes.[22]
- Veu pels marginats: A través de la seva música, Gata Cattana va donar veu als marginats i desfavorits, tractant temes com la desigualtat, el feminisme, la  justícia social i la discriminació. Les seves lletres van ressonar profundament entre els joves espanyols que s'identificaven amb els seus missatges d’emporedament i canvi social. [6]
- Compromís social: Més enllà de la seva música, Gata Cattana va ser admirada pel seu compromís amb diferents causes socials i el seu activisme en la lluita contra el masclisme, el racisme i altres formes d’opressió. La seva vida i obra van inspirar a altres a fer-se escoltar i d’actuar en la recerca d’un món més just i igualitari.[7]
- Impacte cultural: El llegat de Gata Cattana transcendeix l’àmbit musical i s'estén a l’àmbit cultural i social a Espanya. La seva influència es pot notar en la manera que tracta  certs temes en la música, la literatura i l’activisme, i la seva memòria continua sent honorada a través d’actes, homenatges i projectes que busquen mantenir viva la seva obra i el seu missatge.[8]